# Epsilonematidae
Epsilonematidae é uma família de nematóides pertencentes à ordem Desmodorida.

## Géneros
Géneros:
- Akanthepsilonema Gourbault & Decraemer, 1991
- Archepsilonema Steiner, 1927
- Bathyepsilonema Steiner, 1927